# Гай Кассій Лонгін (правник)
Гай Кассій Лонгін (? — 69) — видатний правник стародавнього Риму I ст., засновник власної школи з права, консул-суффект 30 року.

## Життєпис
Походив з роду нобілів Кассіїв. Син Луція Кассія Лонгіна, консула 11 року, та Елії, дочки Квінта Елія Туберона, правника. Ймовірно основу своїх знань з права Гай Кассій отримав саме від діда. Разом з правницькою діяльність Лонгін займався державницькими справами, обіймаючи різні посади. У 30 році був консулом-суффектом разом з Луцієм Невієм Сурдіном, у 40-41 роках за наказом імператора Гая Калігули виконував обов'язки проконсула Азії, а з 44 до 49 року був намісником Сирії. У 49 році повернувся до Риму, де при імператорі Клавдії зайняв визначне положення завдяки чудовому знанню римського права та власному характеру.
У 66 році імператор Нерон відправив Гая Кассія у заслання до Сардинії з огляду на те, що той тримав у себе статуї Кассія, вбивці Гая Юлія Цезаря. Тут він втратив зір. Повернувся лише після приходу до влади імператора Веспасіана. Того ж року Лонгін й помер.

## Правництво
Суттєву підготовку з права Кассій отримав у Сабініанській школі права у Римі. Лонгін мав власний погляд на римське право, багато вивчав праці своїх попередників, зіставляв із власним розумінням, практикою. Займався здебільшого цивільним правом. Основною працею Кассія Лонгіна стала «Коментарі до цивільного права». Вона використовувалася прийдешніми правниками та є згадка у Дігестах Юстиніана. Свої знання Лонгін впроваджував через своїх учнів, започаткувавши одну з визначних шкіл права, яка і отримала ім'я «Кассієва школа».

## Родина
Дружина — Юнія Лепіда
Діти:
- Кассія Лонгіна